# Касба (Брахманбария)
Касба (бенг. কসবা, англ. Kasba) — город на востоке Бангладеш, административный центр одноимённого подокруга. Площадь города равна 4,40 км². По данным переписи 2001 года, в городе проживало 15 726 человек, из которых мужчины составляли 50,09 %, женщины — соответственно 49,91 %. Плотность населения равнялась 3574 чел. на 1 км². Уровень грамотности населения составлял 43,4 % (при среднем по Бангладеш показателе 43,1 %). 